# 史氏皮𧐐
史氏皮𧐐（学名：Perlomyia smithae）一种分布于中国东北、俄羅斯遠東地區及朝鲜半岛的昆虫，隶属于卷𧐐科（卷石蝇科）皮𧐐属，模式产地为中华人民共和国内蒙古自治区大兴安岭地区的雅鲁河。本种在2023年被收录为《有重要生态、科学、社会价值的陆生野生动物名录》。